# Cebaite-(Ce)
La cebaite-(Ce) è un minerale.